# NXT TakeOver: Vengeance Day
NXT TakeOver: Vengeance Day foi um evento de wrestling profissional produzido pela WWE e transmitido em formato pay-per-view e pelo WWE Network, e contou com a participação dos lutadores do NXT. O evento aconteceu em 14 de fevereiro de 2021 e foi transmitido no Capitol Wrestling Center, hospedado no WWE Performance Center em Orlando, Flórida. Foi o 33º evento na cronologia NXT TakeOver e o nono na cronologia Vengeance - o primeiro desde 2011. Também foi o último evento NXT TakeOver a ser transmitido na versão americana da WWE Network antes de se fundir com a Peacock.
Cinco lutas foram disputadas no evento. No evento principal, Finn Bálor derrotou Pete Dunne para reter o NXT Championship. Em outras lutas importantes, MSK (Nash Carter e Wes Lee) derrotaram os Grizzled Young Veterans (James Drake e Zack Gibson) nas finals do Dusty Rhodes Tag Team Classic masculino, enquanto na luta de abertura, Dakota Kai e Raquel González derrotaram Ember Moon e Shotzi Blackheart nas finais do Dusty Rhodes Tag Team Classic feminino. NXT TakeOver: Stand & Deliver

## Produção

### Conceito
TakeOver é uma série de eventos de wrestling profissional que começou em 29 de maio de 2014, quando o território de desenvolvimento da WWE, NXT, realizou sua segunda transmissão ao vivo exclusiva no WWE Network chamada TakeOver. Nos meses seguintes, o apelido "TakeOver" se tornou a marca usada pela WWE para todos os seus especiais ao vivo do NXT no WWE Network. Embora originalmente exclusivos do WWE Network, os eventos NXT TakeOver também se tornaram disponíveis em formato pay-per-view começando com o TakeOver 31 em outubro de 2020. O Vengeance Day foi o 33º evento NXT TakeOver. O evento reviveu o antigo pay-per-view da WWE Vengeance, que tinha sido produzido anualmente de 2001-2007 e depois em 2011. Em 2021, a WWE ressuscitou o Vengeance como um evento NXT TakeOver, tornando-o o nono na cronologia do Vengeance e o primeiro desde o evento de 2011 - e o primeiro Vengeance exclusivo de uma marca desde o evento de 2006. O nome do evento também é uma brincadeira com o Dia dos Namorados, já que o evento aconteceu no dia 14 de fevereiro, mesmo dia do feriado.
Em 25 de janeiro de 2021, a WWE anunciou que a WWE Network seria distribuída exclusivamente pela Peacock nos Estados Unidos como parte de um novo acordo com a NBCUniversal, que transmite o Monday Night Raw e o NXT na USA Network. A WWE Network se tornará seu próprio canal premium sob o Peacock, enquanto os assinantes do Peacock Premium terão acesso sem custo adicional; outros países manterão o atual serviço separado da WWE Network distribuído pela própria promoção. Este novo acordo entrará em vigor em 18 de março, tornando o Vengeance Day o evento NXT TakeOver final a ser transmitido na versão americana da WWE Network antes de se fundir sob Peacock.

### Impacto da pandemia de COVID-19
Devido à pandemia de COVID-19, os eventos do NXT tiveram que ser apresentados a portas fechadas na sede do NXT na Full Sail University em Winter Park, Flórida, desde meados de março de 2020; A programação da WWE para o Raw e SmackDown também foi feita dessa maneira, mas no WWE Performance Center em Orlando, Flórida, antes de se mudar para o Amway Center de Orlando em agosto em uma configuração apelidada de WWE ThunderDome (que foi transferida para Tropicana Field em St. Petersburg, Florida em dezembro). Em outubro, foi anunciado que começando como TakeOver 31, o NXT estaria movendo seus eventos para o Performance Center, que apresentaria a configuração "Capitol Wrestling Center", uma homenagem à Capitol Wrestling Corporation , o predecessora da WWE. Como o ThunderDome para Raw e SmackDown, placas de LED foram colocadas ao redor do Performance Center para que os fãs pudessem assistir virtualmente, enquanto, além disso, amigos e familiares dos lutadores estavam presentes, junto com um número limitado de fãs reais ao vivo, separados por paredes de acrílico.

### Rivalidades
O show foi composto por 5 lutas que resultaram de enredos roteirizados, onde os lutadores retrataram heróis, vilões ou personagens menos distinguíveis em eventos roteirizados que criaram tensão e culminaram em uma luta ou série de lutas. Os resultados foram predeterminados pelos escritores da WWE sobre a marca NXT, enquanto as histórias foram produzidas em seu programa de televisão semanal, NXT.
No episódio de 3 de fevereiro do NXT, Pete Dunne exigiu que o Campeão do NXT Finn Bálor lhe desse uma luta pelo título. Bálor então veio ao ringue e disse a Dunne que conseguiria sua luta no Vengeance Day. O vencedor do Royal Rumble, Edge, foi ao ringue. Ele falou sobre como ver a motivação, paixão e foco no wrestling no NXT ajudou a motivá-lo a fazer seu retorno. Ele disse que nunca havia conquistado o NXT Championship e disse a Bálor e Dunne que assistiria a sua luta no Vengeance Day e, independentemente de quem vencesse, isso pode ajudá-lo a decidir por qual título mundial ele lutaria na WrestleMania 37.
Em janeiro de 2021, a sexta edição do Dusty Rhodes Tag Team Classic foi anunciada e, pela primeira vez, uma versão feminina também foi anunciada. As finais dos torneios masculinos e femininos foram agendadas para o Vengeance Day.

## Evento
| Função:                   | Nome:             |
| ------------------------- | ----------------- |
| Comentaristas             | Vic Joseph        |
| Comentaristas             | Wade Barrett      |
| Comentaristas             | Beth Phoenix      |
| Comentaristas em espanhol | Carlos Cabrera    |
| Comentaristas em espanhol | Marcelo Rodríguez |
| Anunciadora de ringue     | Alicia Taylor     |
| Árbitros                  | Drake Wuertz      |
| Árbitros                  | Darryl Sharma     |
| Árbitros                  | D. A. Brewer      |
| Árbitros                  | Tom Castor        |
| Entrevistadores           | McKenzie Mitchell |
| Painel do pré-show        | Sam Roberts       |
| Painel do pré-show        | Wade Barrett      |
| Painel do pré-show        | Brandon Walker    |

### Lutas preliminares
O pay-per-view abriu com as finais do primeiro Dusty Rhodes Tag Team Classic feminino entre a equipe de Dakota Kai e Raquel Gonzalez e a equipe de Ember Moon e Shotzi Blackheart. A luta foi rápida e bastante competitiva; apenas Kai foi isolada pela equipe adversária por um período prolongado, embora ela eventualmente conseguisse fazer o tag com Gonzalez. Kai aplicou seu finalizador sunset flip backbreaker (chamado de "Kai-ro-practor") para uma contagem de dois, assim como Blackheart com seu finalizador. O final da luta veio quando Gonzalez jogou Moon da rampa de entrada, permitindo que ela e Kai se concentrassem em Blackheart. Gonzalez atingiu Blackheart com seu finalizador one-arm powerbomb, e ela e Kai fizeram o pinfall decisivo. Isso fez de Kai e Gonzalez as campeãs do torneio e também garantiram uma futura oportunidade pelo WWE Women's Tag Team Championship.
Em seguida, veio a luta pelo NXT North American Championship, com o campeão Johnny Gargano contra Kushida. Kushida teve a vantagem ofensiva durante a maior parte da luta, mirando no braço esquerdo de Gargano. Isso configurou o finalizador "Hoverboard Lock" de Kushida e impediu o canhoto Gargano de executar ataques normais como socos e golpes. Gargano, por sua vez, foi capaz de trabalhar na cabeça e no pescoço de Kushida para configurar seu próprio finalizador "One Final Beat" (slingshot DDT). Na sequência final, Kushida deu um chute no braço de Garano enquanto os dois estavam na rampa de entrada (que, em contraste com a maioria dos eventos da WWE, estava nivelada com o apron do ringue) e aplicou um Hoverboard Lock no ringue. Gargano conseguiu se levantar e enroscar o pescoço de Kushida nas cordas, forçando-o a soltar a chave. Gargano então acertou um "One Final Beat" duas vezes - primeiro de dentro do ringue para a rampa de entrada, e em seguida, da rampa para o interior do ringue, garantindo com sucesso a vitória e retendo o título.
Em seguida, o MSK, a equipe de Nash Carter e Wes Lee enfrentou os Grizzled Young Veterans, a equipe de Zack Gibson e James Drake, na final do Dusty Rhodes Tag Team Classic masculino. A luta foi rápida e cheia de pontos inovadores, incluindo os Veterans realizando uma versão do "Doomsday Device" dos Road Warriors fora do ringue enquanto Gibson segurava Carter em seus ombros enquanto Drake mergulhava pelas cordas para executar um clothesline e derrubá-lo. Drake também executou um 450 splash, notado como uma manobra "sem sentido" raramente utilizada pela equipe, para uma contagem de dois. Embora os Veterans tenham isolado Carter em grande parte da luta, ele acabou fazendo o tag com Lee e os dois realizaram algumas manobras de dupla, incluindo um moonsault  onde Lee saltou sobre Drake para acertar Gibson. O final veio quando os Veterans tentaram realizar seu finalizador "Ticket to Mayhem" em Carter, mas Lee o salvou. Ele então se colocou na luta e o MSK realizou um corkscrew blockbuster em Drake, seguido do pinfall para torná-los vencedores do torneio e garantirem uma futura luta pelo NXT Tag Team Championship.
A penúltima luta foi a Triple Threat pelo NXT Women's Championship, com a campeã Io Shirai defendendo o título contra Toni Storm e Mercedes Martinez. Martinez foi agressiva no início da luta, começando seu ataque contra as oponentes antes mesmo de as apresentações serem feitas. A luta manteve um ritmo alto durante todo o tempo, e todas as três mulheres conseguiram seus finalizadores, com Shirai imobilizando Martinez para vencer a luta e manter o título após um "Over the Moon-sault".

### Evento principal
O evento principal foi a luta pelo NXT Championship entre o campeão Finn Bálor e o desafiante Pete Dunne, onde foi a primeira vez que os dois lutaram em qualquer tipo de luta juntos. Dunne repetidamente atacou as articulações de Bálor, dividindo os dedos e dobrando o pulso em posições não naturais. Ele esteve perto de vencer o título em várias ocasiões, incluindo a execução de seu finalizador "The Bitter End" que Bálor fez o kick out. Ele tentou usar o movimento uma segunda vez, mas Bálor conseguiu reverter em uma versão de seu próprio finalizador "1916", também para uma contagem de dois. No final, Bálor acertou seu finalizador "Coup de Grace" e em seguida um "1916", garantindo o pinfall e mantendo o título.
Após a luta, os companheiros de Dunne (e Campeões de Duplas do NXT) Oney Lorcan e Danny Burch correram para o ringue e atacaram Bálor, que tinha pouca capacidade para revidar após uma luta exaustiva pelo título. Depois de alguns momentos, a The Undisputed Era (representada por Adam Cole, Roderick Strong e o recente rival de Bálor, Kyle O'Reilly) correram para afastá-los. Enquanto Cole e Strong olhavam Dunne, Lorcan e Burch irem embora, O'Reilly ajudou Bálor a se levantar e parecia que o show iria terminar com os quatro juntos no ringue. Cole então executou um superkick em Bálor, com o campeão imediatamente caindo no chão. Quando O'Reilly começou a protestar, Cole aplicou um superkick nele também, deixando-o caído também, e então deixou o ringue. O show saiu do ar com Cole saíndo do ringue e Strong em pé no ringue ao lado do caído Bálor e O'Reilly, olhando para frente e para trás entre os dois lados.

## Depois do evento
Kyle O'Reilly abriu a edição de 17 de fevereiro do NXT exigindo uma explicação de Adam Cole. Roderick Strong surgiu tentando bancar o pacificador, o que O'Reilly não aceitou. Finn Bálor também apareceu neste segmento, culpando O'Reilly pelo ataque de Cole contra ele. Os três foram forçados a uma parceria na luta principal da noite contra Pete Dunne, Danny Burch e Oney Lorcan, uma luta que eles perderam após novos ataques furtivos de Cole.
MSK e a equipe de Dakota Kai e Raquel Gonzalez foram presenteados com o troféu por vencerem o Dusty Rhodes Tag Team Classic mais tarde naquele mesmo episódio do programa. Foi anunciado que suas respectivas oportunidades de títulos ocorreriam em 3 de março. As Campeãs de Duplas da WWE Nia Jax e Shayna Baszler fizeram uma aparição no segmento, trocando provocações com suas futuras oponentes.
Também foi mostrado que Toni Storm interrompeu uma sessão de fotos de Io Shirai, atacando a Campeã Feminina do NXT.

## Resultados
| Nº                                          | Resultados                                                                                 | Estipulações | Tempo |
| ------------------------------------------- | ------------------------------------------------------------------------------------------ | --- | ----- |
| 1                                           | Dakota Kai e Raquel González derrotaram Ember Moon e Shotzi Blackheart                     | Final feminina do Dusty Rhodes Tag Team Classic As vencedoras receberão uma luta pelo WWE Women's Tag Team Championship | 17:40 |
| 2                                           | Johnny Gargano (c) derrotou Kushida                                                        | Luta individual pelo NXT North American Championship                                                                    | 24:51 |
| 3                                           | MSK (Wes Lee e Nash Carter) derrotaram Grizzled Young Veterans (James Drake e Zack Gibson) | Final masculina do Dusty Rhodes Tag Team Classic Os vencedores receberão uma luta pelo NXT Tag Team Championship        | 18:26 |
| 4                                           | Io Shirai (c) derrotou Toni Storm e Mercedes Martinez                                      | Luta triple threat pelo NXT Women's Championship                                                                        | 12:13 |
| 5                                           | Finn Bálor (c) derrotou Pete Dunne                                                         | Luta individual pelo NXT Championship                                                                                   | 25:24 |
| (c) – Refere-se aos campeões antes da luta. |                                                                                            | |       |

### Chaveamento do Dusty Rhodes Tag Team Classic

#### Masculino
|  | Primeira Rodada NXT e 205 Live 13 de janeiro – 22 de janeiro | Primeira Rodada NXT e 205 Live 13 de janeiro – 22 de janeiro | Primeira Rodada NXT e 205 Live 13 de janeiro – 22 de janeiro |                                                     |                                                     | Quartas de final NXT 27 de janeiro – 3 de fevereiro | Quartas de final NXT 27 de janeiro – 3 de fevereiro | Quartas de final NXT 27 de janeiro – 3 de fevereiro |  |  | Semifinais NXT 10 de fevereiro | Semifinais NXT 10 de fevereiro | Semifinais NXT 10 de fevereiro |  |  | Final NXT TakeOver: Vengeance Day 14 de fevereiro | Final NXT TakeOver: Vengeance Day 14 de fevereiro | Final NXT TakeOver: Vengeance Day 14 de fevereiro |  |
|  |                                                              |                                                              |                                                              |                                                     |                                                     |                                                     |                                                     |                                                     |  |  |                                |                                |                                |  |  |                                                   |                                                   |                                                   |  |
|  | 1                                                            | The Undisputed Era (Adam Cole e Roderick Strong)             | Pin                                                          |                                                     |                                                     |                                                     |                                                     |                                                     |  |  |                                |                                |                                |  |  |                                                   |                                                   |                                                   |  |
|  | 1                                                            | The Undisputed Era (Adam Cole e Roderick Strong)             | Pin                                                          |                                                     |                                                     |                                                     |                                                     |                                                     |  |  |                                |                                |                                |  |  |                                                   |                                                   |                                                   |  |
|  | 16                                                           | Breezango (Tyler Breeze e Fandango)                          | 11:57                                                        |                                                     |                                                     |                                                     |                                                     |                                                     |  |  |                                |                                |                                |  |  |                                                   |                                                   |                                                   |  |
|  | 16                                                           | Breezango (Tyler Breeze e Fandango)                          | 11:57                                                        |                                                     | The Undisputed Era (Adam Cole e Roderick Strong)    | The Undisputed Era (Adam Cole e Roderick Strong)    | 17:05                                               |                                                     |  |  |                                |                                |                                |  |  |                                                   |                                                   |                                                   |  |
|  |                                                              |                                                              |                                                              |                                                     | The Undisputed Era (Adam Cole e Roderick Strong)    | The Undisputed Era (Adam Cole e Roderick Strong)    | 17:05                                               |                                                     |  |  |                                |                                |                                |  |  |                                                   |                                                   |                                                   |  |
|  |                                                              |                                                              | Tommaso Ciampa e Timothy Thatcher                            | Tommaso Ciampa e Timothy Thatcher                   | Pin                                                 |                                                     |                                                     |                                                     |  |  |                                |                                |                                |  |  |                                                   |                                                   |                                                   |  |
|  | 8                                                            | Tommaso Ciampa e Timothy Thatcher                            | Tommaso Ciampa e Timothy Thatcher                            | Tommaso Ciampa e Timothy Thatcher                   | Pin                                                 | Pin                                                 |                                                     |                                                     |  |  |                                |                                |                                |  |  |                                                   |                                                   |                                                   |  |
|  | 8                                                            | Tommaso Ciampa e Timothy Thatcher                            |                                                              |                                                     |                                                     |                                                     |                                                     |                                                     |  |  |                                |                                |                                |  |  |                                                   |                                                   |                                                   |  |
|  | 9                                                            | Ariya Daivari e Tony Nese                                    | [ 15 ]                                                       |                                                     |                                                     |                                                     |                                                     |                                                     |  |  |                                |                                |                                |  |  |                                                   |                                                   |                                                   |  |
|  | 9                                                            | Ariya Daivari e Tony Nese                                    | [ 15 ]                                                       |                                                     | Tommaso Ciampa e Timothy Thatcher                   | Tommaso Ciampa e Timothy Thatcher                   | 11:37                                               |                                                     |  |  |                                |                                |                                |  |  |                                                   |                                                   |                                                   |  |
|  |                                                              |                                                              |                                                              |                                                     |                                                     |                                                     |                                                     |                                                     |  |  |                                |                                |                                |  |  |                                                   |                                                   |                                                   |  |
|  |                                                              |                                                              | Grizzled Young Veterans (James Drake e Zack Gibson)          | Grizzled Young Veterans (James Drake e Zack Gibson) | Pin                                                 |                                                     |                                                     |                                                     |  |  |                                |                                |                                |  |  |                                                   |                                                   |                                                   |  |
|  | 5                                                            | Kushida e Leon Ruff                                          | Grizzled Young Veterans (James Drake e Zack Gibson)          | Grizzled Young Veterans (James Drake e Zack Gibson) | Pin                                                 | Pin                                                 |                                                     |                                                     |  |  |                                |                                |                                |  |  |                                                   |                                                   |                                                   |  |
|  | 5                                                            | Kushida e Leon Ruff                                          |                                                              |                                                     |                                                     |                                                     |                                                     |                                                     |  |  |                                |                                |                                |  |  |                                                   |                                                   |                                                   |  |
|  | 12                                                           | The Way (Johnny Gargano e Austin Theory)                     | 14:46                                                        |                                                     |                                                     |                                                     |                                                     |                                                     |  |  |                                |                                |                                |  |  |                                                   |                                                   |                                                   |  |
|  | 12                                                           | The Way (Johnny Gargano e Austin Theory)                     | 14:46                                                        |                                                     | Kushida e Leon Ruff                                 | Kushida e Leon Ruff                                 | 9:51                                                |                                                     |  |  |                                |                                |                                |  |  |                                                   |                                                   |                                                   |  |
|  |                                                              |                                                              |                                                              |                                                     | Kushida e Leon Ruff                                 | Kushida e Leon Ruff                                 | 9:51                                                |                                                     |  |  |                                |                                |                                |  |  |                                                   |                                                   |                                                   |  |
|  |                                                              |                                                              | Grizzled Young Veterans (James Drake e Zack Gibson)          | Grizzled Young Veterans (James Drake e Zack Gibson) | Pin                                                 |                                                     |                                                     |                                                     |  |  |                                |                                |                                |  |  |                                                   |                                                   |                                                   |  |
|  | 4                                                            | Ever-Rise (Chase Parker e Matt Martel)                       | Grizzled Young Veterans (James Drake e Zack Gibson)          | Grizzled Young Veterans (James Drake e Zack Gibson) | Pin                                                 | 7:58                                                |                                                     |                                                     |  |  |                                |                                |                                |  |  |                                                   |                                                   |                                                   |  |
|  | 4                                                            | Ever-Rise (Chase Parker e Matt Martel)                       |                                                              |                                                     |                                                     |                                                     |                                                     |                                                     |  |  |                                |                                |                                |  |  |                                                   |                                                   |                                                   |  |
|  | 13                                                           | Grizzled Young Veterans (James Drake e Zack Gibson)          | Pin                                                          |                                                     |                                                     |                                                     |                                                     |                                                     |  |  |                                |                                |                                |  |  |                                                   |                                                   |                                                   |  |
|  | 13                                                           | Grizzled Young Veterans (James Drake e Zack Gibson)          | Pin                                                          |                                                     | Grizzled Young Veterans (James Drake e Zack Gibson) | Grizzled Young Veterans (James Drake e Zack Gibson) | 18:26                                               |                                                     |  |  |                                |                                |                                |  |  |                                                   |                                                   |                                                   |  |
|  |                                                              |                                                              |                                                              |                                                     |                                                     |                                                     |                                                     |                                                     |  |  |                                |                                |                                |  |  |                                                   |                                                   |                                                   |  |
|  |                                                              |                                                              | MSK (Nash Carter and Wes Lee)                                | MSK (Nash Carter and Wes Lee)                       | Pin                                                 |                                                     |                                                     |                                                     |  |  |                                |                                |                                |  |  |                                                   |                                                   |                                                   |  |
|  | 6                                                            | MSK (Nash Carter and Wes Lee)                                | MSK (Nash Carter and Wes Lee)                                | MSK (Nash Carter and Wes Lee)                       | Pin                                                 | Pin                                                 |                                                     |                                                     |  |  |                                |                                |                                |  |  |                                                   |                                                   |                                                   |  |
|  | 6                                                            | MSK (Nash Carter and Wes Lee)                                |                                                              |                                                     |                                                     |                                                     |                                                     |                                                     |  |  |                                |                                |                                |  |  |                                                   |                                                   |                                                   |  |
|  | 11                                                           | Jake Atlas e Isaiah "Swerve" Scott                           | 8:36                                                         |                                                     |                                                     |                                                     |                                                     |                                                     |  |  |                                |                                |                                |  |  |                                                   |                                                   |                                                   |  |
|  | 11                                                           | Jake Atlas e Isaiah "Swerve" Scott                           | 8:36                                                         |                                                     | MSK (Nash Carter and Wes Lee)                       | MSK (Nash Carter and Wes Lee)                       | Pin                                                 |                                                     |  |  |                                |                                |                                |  |  |                                                   |                                                   |                                                   |  |
|  |                                                              |                                                              |                                                              |                                                     | MSK (Nash Carter and Wes Lee)                       | MSK (Nash Carter and Wes Lee)                       | Pin                                                 |                                                     |  |  |                                |                                |                                |  |  |                                                   |                                                   |                                                   |  |
|  |                                                              |                                                              | Drake Maverick e Killian Dain                                | Drake Maverick e Killian Dain                       | 11:04                                               |                                                     |                                                     |                                                     |  |  |                                |                                |                                |  |  |                                                   |                                                   |                                                   |  |
|  | 3                                                            | August Grey e Curt Stallion                                  | Drake Maverick e Killian Dain                                | Drake Maverick e Killian Dain                       | 11:04                                               | [ 19 ]                                              |                                                     |                                                     |  |  |                                |                                |                                |  |  |                                                   |                                                   |                                                   |  |
|  | 3                                                            | August Grey e Curt Stallion                                  |                                                              |                                                     |                                                     |                                                     |                                                     |                                                     |  |  |                                |                                |                                |  |  |                                                   |                                                   |                                                   |  |
|  | 14                                                           | Drake Maverick e Killian Dain                                | Pin                                                          |                                                     |                                                     |                                                     |                                                     |                                                     |  |  |                                |                                |                                |  |  |                                                   |                                                   |                                                   |  |
|  | 14                                                           | Drake Maverick e Killian Dain                                | Pin                                                          |                                                     | MSK (Nash Carter and Wes Lee)                       | MSK (Nash Carter and Wes Lee)                       | Pin                                                 |                                                     |  |  |                                |                                |                                |  |  |                                                   |                                                   |                                                   |  |
|  |                                                              |                                                              |                                                              |                                                     |                                                     |                                                     |                                                     |                                                     |  |  |                                |                                |                                |  |  |                                                   |                                                   |                                                   |  |
|  |                                                              |                                                              | Legado del Fantasma (Joaquin Wilde e Raul Mendoza)           | Legado del Fantasma (Joaquin Wilde e Raul Mendoza)  | 9:34                                                |                                                     |                                                     |                                                     |  |  |                                |                                |                                |  |  |                                                   |                                                   |                                                   |  |
|  | 7                                                            | Lucha House Party (Gran Metalik e Lince Dorado)              | Legado del Fantasma (Joaquin Wilde e Raul Mendoza)           | Legado del Fantasma (Joaquin Wilde e Raul Mendoza)  | 9:34                                                | Pin                                                 |                                                     |                                                     |  |  |                                |                                |                                |  |  |                                                   |                                                   |                                                   |  |
|  | 7                                                            | Lucha House Party (Gran Metalik e Lince Dorado)              |                                                              |                                                     |                                                     |                                                     |                                                     |                                                     |  |  |                                |                                |                                |  |  |                                                   |                                                   |                                                   |  |
|  | 10                                                           | Imperium (Fabian Aichner e Marcel Barthel)                   | 9:54                                                         |                                                     |                                                     |                                                     |                                                     |                                                     |  |  |                                |                                |                                |  |  |                                                   |                                                   |                                                   |  |
|  | 10                                                           | Imperium (Fabian Aichner e Marcel Barthel)                   | 9:54                                                         |                                                     | Lucha House Party (Gran Metalik e Lince Dorado)     | Lucha House Party (Gran Metalik e Lince Dorado)     | 6:23                                                |                                                     |  |  |                                |                                |                                |  |  |                                                   |                                                   |                                                   |  |
|  |                                                              |                                                              |                                                              |                                                     | Lucha House Party (Gran Metalik e Lince Dorado)     | Lucha House Party (Gran Metalik e Lince Dorado)     | 6:23                                                |                                                     |  |  |                                |                                |                                |  |  |                                                   |                                                   |                                                   |  |
|  |                                                              |                                                              | Legado del Fantasma (Joaquin Wilde e Raul Mendoza)           | Legado del Fantasma (Joaquin Wilde e Raul Mendoza)  | Pin                                                 |                                                     |                                                     |                                                     |  |  |                                |                                |                                |  |  |                                                   |                                                   |                                                   |  |
|  | 2                                                            | The Bollywood Boyz (Samir Singh e Sunil Singh)               | Legado del Fantasma (Joaquin Wilde e Raul Mendoza)           | Legado del Fantasma (Joaquin Wilde e Raul Mendoza)  | Pin                                                 | [ 19 ]                                              |                                                     |                                                     |  |  |                                |                                |                                |  |  |                                                   |                                                   |                                                   |  |
|  | 2                                                            | The Bollywood Boyz (Samir Singh e Sunil Singh)               |                                                              |                                                     |                                                     |                                                     |                                                     |                                                     |  |  |                                |                                |                                |  |  |                                                   |                                                   |                                                   |  |
|  | 15                                                           | Legado del Fantasma (Joaquin Wilde e Raul Mendoza)           | Pin                                                          |                                                     |                                                     |                                                     |                                                     |                                                     |  |  |                                |                                |                                |  |  |                                                   |                                                   |                                                   |  |

#### Feminino
|  | Quartas de final NXT e 205 Live 20 de janeiro – 29 de janeiro | Quartas de final NXT e 205 Live 20 de janeiro – 29 de janeiro | Quartas de final NXT e 205 Live 20 de janeiro – 29 de janeiro |                                |                                         | Semifinais NXT (3 de fevereiro – 10 de fevereiro) | Semifinais NXT (3 de fevereiro – 10 de fevereiro) | Semifinais NXT (3 de fevereiro – 10 de fevereiro) |  |  | Final NXT TakeOver: Vengeance Day (14 de fevereiro) | Final NXT TakeOver: Vengeance Day (14 de fevereiro) | Final NXT TakeOver: Vengeance Day (14 de fevereiro) |  |
|  |                                                               |                                                               |                                                               |                                |                                         |                                                   |                                                   |                                                   |  |  |                                                     |                                                     |                                                     |  |
|  | 1                                                             | Cora Jade e Gigi Dolin                                        | [ 15 ]                                                        |                                |                                         |                                                   |                                                   |                                                   |  |  |                                                     |                                                     |                                                     |  |
|  | 1                                                             | Cora Jade e Gigi Dolin                                        | [ 15 ]                                                        |                                |                                         |                                                   |                                                   |                                                   |  |  |                                                     |                                                     |                                                     |  |
|  | 8                                                             | The Way (Candice LeRae e Indi Hartwell)                       | Pin                                                           |                                |                                         |                                                   |                                                   |                                                   |  |  |                                                     |                                                     |                                                     |  |
|  | 8                                                             | The Way (Candice LeRae e Indi Hartwell)                       | Pin                                                           |                                | The Way (Candice LeRae e Indi Hartwell) | The Way (Candice LeRae e Indi Hartwell)           | 14:19                                             |                                                   |  |  |                                                     |                                                     |                                                     |  |
|  |                                                               |                                                               |                                                               |                                | The Way (Candice LeRae e Indi Hartwell) | The Way (Candice LeRae e Indi Hartwell)           | 14:19                                             |                                                   |  |  |                                                     |                                                     |                                                     |  |
|  |                                                               |                                                               | Ember Moon e Shotzi Blackheart                                | Ember Moon e Shotzi Blackheart | Pin                                     |                                                   |                                                   |                                                   |  |  |                                                     |                                                     |                                                     |  |
|  | 4                                                             | Ember Moon e Shotzi Blackheart                                | Ember Moon e Shotzi Blackheart                                | Ember Moon e Shotzi Blackheart | Pin                                     | Sub                                               |                                                   |                                                   |  |  |                                                     |                                                     |                                                     |  |
|  | 4                                                             | Ember Moon e Shotzi Blackheart                                |                                                               |                                |                                         |                                                   |                                                   |                                                   |  |  |                                                     |                                                     |                                                     |  |
|  | 5                                                             | Marina Shafir e Zoey Stark                                    | [ 20 ]                                                        |                                |                                         |                                                   |                                                   |                                                   |  |  |                                                     |                                                     |                                                     |  |
|  | 5                                                             | Marina Shafir e Zoey Stark                                    | [ 20 ]                                                        |                                | Ember Moon e Shotzi Blackheart          | Ember Moon e Shotzi Blackheart                    | 17:40                                             |                                                   |  |  |                                                     |                                                     |                                                     |  |
|  |                                                               |                                                               |                                                               |                                |                                         |                                                   |                                                   |                                                   |  |  |                                                     |                                                     |                                                     |  |
|  |                                                               |                                                               | Dakota Kai e Raquel González                                  | Dakota Kai e Raquel González   | Pin                                     |                                                   |                                                   |                                                   |  |  |                                                     |                                                     |                                                     |  |
|  | 2                                                             | Kacy Catanzaro e Kayden Carter                                | Dakota Kai e Raquel González                                  | Dakota Kai e Raquel González   | Pin                                     | Pin                                               |                                                   |                                                   |  |  |                                                     |                                                     |                                                     |  |
|  | 2                                                             | Kacy Catanzaro e Kayden Carter                                |                                                               |                                |                                         |                                                   |                                                   |                                                   |  |  |                                                     |                                                     |                                                     |  |
|  | 7                                                             | Mercedes Martinez e Toni Storm                                | 9:27                                                          |                                |                                         |                                                   |                                                   |                                                   |  |  |                                                     |                                                     |                                                     |  |
|  | 7                                                             | Mercedes Martinez e Toni Storm                                | 9:27                                                          |                                | Kacy Catanzaro e Kayden Carter          | Kacy Catanzaro e Kayden Carter                    | 13:01                                             |                                                   |  |  |                                                     |                                                     |                                                     |  |
|  |                                                               |                                                               |                                                               |                                | Kacy Catanzaro e Kayden Carter          | Kacy Catanzaro e Kayden Carter                    | 13:01                                             |                                                   |  |  |                                                     |                                                     |                                                     |  |
|  |                                                               |                                                               | Dakota Kai e Raquel González                                  | Dakota Kai e Raquel González   | Pin                                     |                                                   |                                                   |                                                   |  |  |                                                     |                                                     |                                                     |  |
|  | 3                                                             | Aliyah e Jessi Kamea                                          | Dakota Kai e Raquel González                                  | Dakota Kai e Raquel González   | Pin                                     | 5:56                                              |                                                   |                                                   |  |  |                                                     |                                                     |                                                     |  |
|  | 3                                                             | Aliyah e Jessi Kamea                                          |                                                               |                                |                                         |                                                   |                                                   |                                                   |  |  |                                                     |                                                     |                                                     |  |
|  | 6                                                             | Dakota Kai e Raquel González                                  | Pin                                                           |                                |                                         |                                                   |                                                   |                                                   |  |  |                                                     |                                                     |                                                     |  |